# Сен-Жюлья-де-Бек
Сен-Жюлья́-де-Бек (фр. Saint-Julia-de-Bec) — коммуна во Франции, находится в регионе Лангедок — Руссильон. Департамент коммуны — Од. Входит в состав кантона Кийан. Округ коммуны — Лиму.
Код INSEE коммуны — 11347.

## Население
Население коммуны на 2008 год составляло 113 человек.
| 1962 | 1968 | 1975 | 1982 | 1990 | 1999 | 2008 |
| ---- | ---- | ---- | ---- | ---- | ---- | ---- |
| 117  | 129  | 105  | 101  | 97   | 97   | 113  |

## Экономика
В 2007 году среди 78 человек в трудоспособном возрасте (15—64 лет) 49 были экономически активными, 29 — неактивными (показатель активности — 62,8 %, в 1999 году было 71,9 %). Из 49 активных работали 38 человек (21 мужчина и 17 женщин), безработных было 11 (6 мужчин и 5 женщин). Среди 29 неактивных 3 человека были учениками или студентами, 10 — пенсионерами, 16 были неактивными по другим причинам.